# Green Line (Boston)

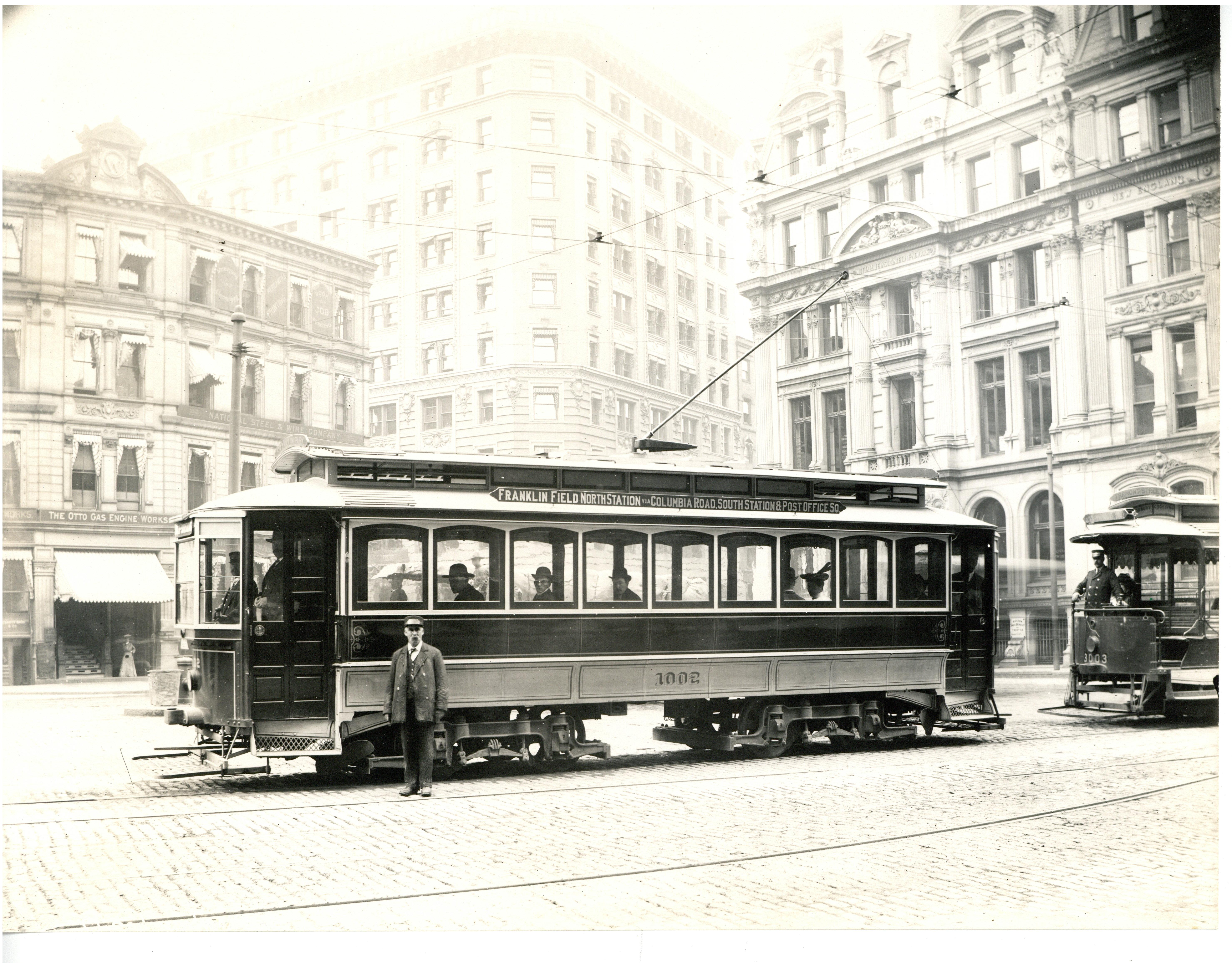
Tram 1002 in 1903.

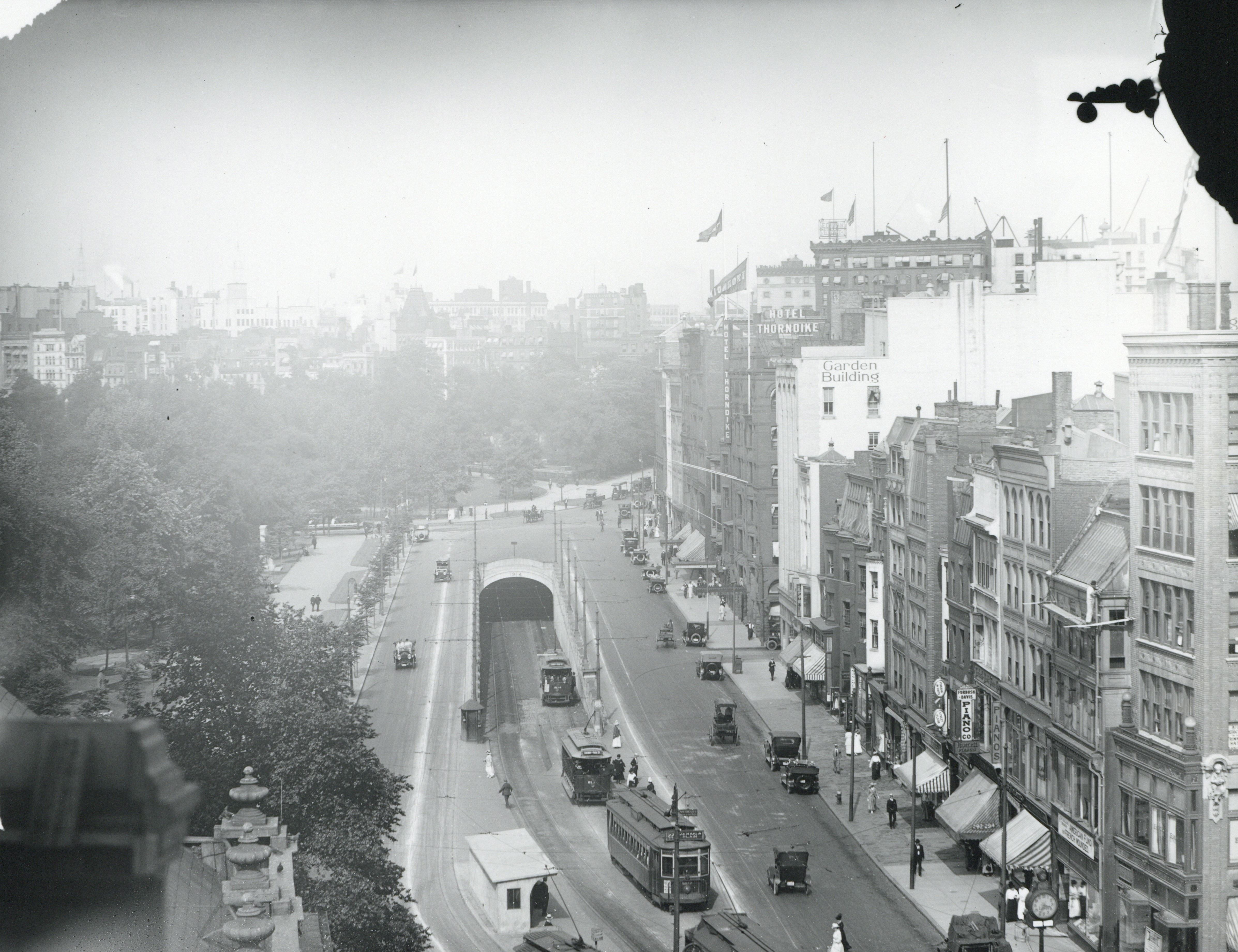
Tunnelingang Boylston Street.

De Green Line is een stedelijk tramnetwerk in Boston, in het oosten van de Verenigde Staten. De Green Line bestaat zelf uit vier lijnen met elk een eigen lijnletter: B, C, D en E. Het is een semimetro systeem: de lijnen rijden met lightrailvoertuigen op aansluitende tram- en metro-achtigetrajecten. Het netwerk sluit aan op (en is onderdeel van) de metro van Boston.

## Geschiedenis
Al op 26 maart 1856 ging de eerste paardentrams van Boston rijden. Vele paardentramlijnen volgden in de volgende jaren, bij een verschillende bedrijven. Al deze lijnen werden ten slotte in 1887 samengevoegd tot de West End Street Railway. Deze maatschappij werd vervolgens in 1897 overgenomen door de Boston Elevated Railway (BERy) en op 1 september 1897 opende de eerste tramtunnel van Boston. Deze tunnel werd in de decennia erna enkele malen uitgebreid en aangepast en vormt de kern van het huidige net.
In 1947 was BERy failliet en nam de nieuwe Metropolitan Transit Authority (MTA) de metro-, tram- en buslijnen over. Omdat dit gepaard ging met kritiek werden de lijnen in 1964 aan de wederom nieuwe Massachusetts Bay Transportation Authority (MBTA) overgedragen.

## Lijnen
Het stelsel bestaat uit vier lijnen, die ter onderscheiding een eigen letter gekregen hebben. De aftakking voor lijn D was tot 1959 een lokaal spoorlijn en is daardoor de snelste van de vier lijnen.
| Lijn | Eindpunten                           | Opstappers | Stations |
| ---- | ------------------------------------ | ---------- | -------- |
| B    | Boston College - Government Center   | 26.310     | 23       |
| C    | Cleveland Circle - Government Center | 12.466     | 20       |
| D    | Riverside - Union Square             | 24.632     | 25       |
| E    | Heath Street - Medford/Tufts         | –          | 25       |

## Materieel
Het materieel van de Green Line is opgedeeld in drie typen. De lightrailvoertuigen rijden op normaalspoor (1435 mm) en worden gevoed via bovenleiding.
| Fabrikant    | Type   | Afbeelding | Jaar | Aantal |
| ------------ | ------ | ---------- | ---- | ------ |
| Kinki Sharyo | Type 7 |            | 1986 | 94/120 |
| AnsaldoBreda | Type 8 |            | 1998 | 81/95  |
| CAF          | Type 9 |            | 2018 | 24/24  |